# Bruno Ehrs
Jens Erik Bruno Ehrs, född 11 april 1953 i Brännkyrka församling i Stockholm, är en svensk fotograf.
Efter avslutad utbildning till fotograf på Frösundaskolan i Solna fick han anställning som arkitekturfotograf på Stockholms Stadsmuseum under Lennart af Petersens ledning. Därefter arbetade han två år på Åhlen & Åkerlunds förlag (Bonniers) som pressfotograf. Sedan början av 1980-talet verkar han som frilans.
Ehrs har arbetat med egna projekt och uppdragsfotografi för tidningar, magasin, böcker och reklam. Han har haft ett tjugotal egna utställningar i Sverige och utomlands samt gett ut en handfull egna böcker, och illustrerat många andra. Han debuterade på frimärke år 2010 med porträttbilder på det svenska kungaparet.
Som fotograf är han representerad på Moderna museet och Nationalmuseum i Stockholm.